# Élections législatives françaises de 1968
 (août 2010).
Si vous disposez d'ouvrages ou d'articles de référence ou si vous connaissez des sites web de qualité traitant du thème abordé ici, merci de compléter l'article en donnant les références utiles à sa vérifiabilité et en les liant à la section « Notes et références ».
Les élections législatives françaises de 1968 ont lieu les 23 et 30 juin 1968, après la dissolution de l'Assemblée nationale par le président de la République Charles de Gaulle, pour pourvoir les mandats de la IVe législature de la Cinquième République. L'objectif de la dissolution est de répondre à la crise de mai 68. Les partis de gauche, alors considérés comme partiellement responsables de ladite crise, subissent une cuisante défaite au profit de la majorité sortante, qui avait pourtant éprouvé de sérieuses difficultés à l'emporter lors des précédentes élections, un an auparavant.

## Contexte
Pour ces élections consécutives à la crise de Mai 68, les gaullistes forment l'Union pour la défense de la République (UDR). Leur thème de campagne est simple et efficace : la défense de l'ordre et la dénonciation de la menace subversive et totalitaire (associée au Parti communiste),. Aux côtés de l'UDR, on retrouve également la Fédération nationale des républicains indépendants et divers centristes (comme René Pleven) et modérés.
Dans l'opposition, les communistes comme la FGDS ne savent véritablement comment réagir à Mai 68. Ils souhaitent préserver les acquis des accords de Grenelle, mais sans paraître approuver le désordre. Les socialistes, après une déclaration de candidature de Mitterrand à une potentielle élection présidentielle le 28 mai – considérée comme inélégante par une grande partie de l'électorat qui l'accuse de velléités putschistes –, se retrouvent isolés entre le PSU qu'a rallié Mendès France d'une part, les mouvements d'extrême gauche étudiants, et le Parti communiste qui a refusé de suivre les tentatives personnelles illustrées par le rassemblement de Charléty.
Les communistes entendent donc représenter lors de cette élection l’exceptionnelle mobilisation qu’a constitué le mouvement de grèves de mai-juin 1968. Voulant s’appuyer sur la classe ouvrière et les organisations de masse avec lesquelles les communistes ont combattu, le Parti communiste tente cependant de se démarquer du désordre provoqué par les mouvances étudiantes parisiennes.
Seul le Parti socialiste unifié (PSU), qui présente désormais 300 candidats, revendique l'héritage des thèmes de la crise des étudiants de Mai.
Pour les Français, les thèmes importants restent la peur devant le désordre et la crainte de la remise en question des acquis de Grenelle et des bénéfices de la croissance.

## Résultats

### Au niveau national
| Parti                                                 | Parti                                                 | Parti                                           | Premier tour | Premier tour | Second tour | Second tour | Sièges |
| Parti                                                 | Parti                                                 | Parti                                           | Voix         | %            | Voix        | %           | Sièges |
| ----------------------------------------------------- | ----------------------------------------------------- | ----------------------------------------------- | ------------ | ------------ | ----------- | ----------- | ------ |
|                                                       |                                                       | Union pour la défense de la République          | 8 255 741    | 37,28        | 6 989 308   | 47,94       | 294    |
|                                                       | Listes communes UDR-RI                                | 1 467 897                                       | 6,63         |              | 6 989 308   | 47,94       |        |
|                                                       | Républicains indépendants                             | 395 474                                         | 1,79         | 64           | 6 989 308   | 47,94       |        |
|                                                       | Parti radical (hors FGDS)                             | 89 576                                          | 0,40         | 157 258      | 1,08        | 9           |        |
|                                                       | Divers droite                                         | 166 672                                         | 0,75         | 157 258      | 1,08        | 9           |        |
| Total Union des républicains de progrès               | Total Union des républicains de progrès               | 10 375 360                                      | 46,84        | 7 286 186    | 49,98       | 367         |        |
|                                                       |                                                       | Fédération de la gauche démocrate et socialiste | 3 662 443    | 16,54        | 3 100 099   | 21,26       | 57     |
|                                                       | Parti socialiste unifié                               | 862 515                                         | 3,89         | 83 780       | 0,57        | 0           |        |
|                                                       | Parti radical                                         | 80 102                                          | 0,36         |              |             |             |        |
| Total Fédération de la gauche démocrate et socialiste | Total Fédération de la gauche démocrate et socialiste | 4 605 060                                       | 20,80        | 3 183 879    | 21,84       | 57          |        |
|                                                       |                                                       | Parti communiste français                       | 4 423 648    | 19,97        | 2 921 639   | 20,04       | 34     |
|                                                       | Union progressiste                                    | 11 183                                          | 0,05         | 13 630       | 0,09        | 0           |        |
| Total PCF et alliés                                   | Total PCF et alliés                                   | 4 434 831                                       | 20,02        | 2 935 269    | 20,13       | 34          |        |
|                                                       |                                                       | Centre démocrate                                | 2 319 118    | 10,47        | 1 173 164   | 8,05        | 27     |
|                                                       | Modérés                                               | 259 194                                         | 1,17         |              | 1 173 164   | 8,05        | 27     |
| Total Progrès et démocratie moderne                   | Total Progrès et démocratie moderne                   | 2 578 312                                       | 11,64        | 1 173 164    | 8,05        | 27          |        |
|                                                       | Technique et démocratie                               | Technique et démocratie                         | 76 951       | 0,35         |             |             | 0      |
|                                                       | Mouvement pour la réforme                             | Mouvement pour la réforme                       | 36 010       | 0,16         | 0           |             |        |
|                                                       | Extrême droite                                        | Extrême droite                                  | 15 887       | 0,07         | 0           |             |        |
|                                                       | Extrême gauche                                        | Extrême gauche                                  | 14 778       | 0,07         | 0           |             |        |
|                                                       | Régionaliste                                          | Régionaliste                                    | 6 299        | 0,03         | 0           |             |        |
|                                                       | Alliance républicaine                                 | Alliance républicaine                           | 3 046        | 0,01         | 0           |             |        |
|                                                       | Divers                                                | Divers                                          | 673          | 0,00         | 0           |             |        |
|                                                       |                                                       |                                                 |              |              |             |             | 2      |
|                                                       |                                                       |                                                 |              |              |             |             |        |
| Inscrits                                              | Inscrits                                              | Inscrits                                        | 28 178 087   | 100,00       | 18 967 650  | 100,00      | 487    |
| Abstentions                                           | Abstentions                                           | Abstentions                                     | 5 647 632    | 20,04        | 3 983 208   | 21          |        |
| Votants                                               | Votants                                               | Votants                                         | 22 530 455   | 79,96        | 14 984 442  | 79          |        |
| Blancs et nuls                                        | Blancs et nuls                                        | Blancs et nuls                                  | 383 248      | 1,7          | 405 944     | 2,71        |        |
| Exprimés                                              | Exprimés                                              | Exprimés                                        | 22 147 207   | 98,3         | 14 578 498  | 97,29       |        |
| Source : Data.gouv.fr                                 |                                                       |                                                 |              |              |             |             |        |

### Composition de l'Assemblée
| Groupe parlementaire               | Groupe parlementaire               | Groupe parlementaire                               | Députés                            | Députés                            | Députés |  |
| Groupe parlementaire               | Groupe parlementaire               | Groupe parlementaire                               | Membres                            | Apparentés                         | Total   |  |
| ---------------------------------- | ---------------------------------- | -------------------------------------------------- | ---------------------------------- | ---------------------------------- | ------- |  |
|                                    | UDR                                | Union des démocrates pour la République            | 270                                | 23                                 | 293     |  |
|                                    | FNRI                               | Fédération nationale des républicains indépendants | 57                                 | 4                                  | 61      |  |
|                                    | FGDS                               | Fédération de la gauche démocrate et socialiste    | 57                                 | 0                                  | 57      |  |
|                                    | COM                                | Communiste                                         | 33                                 | 1                                  | 34      |  |
|                                    | PDM                                | Progrès et démocratie moderne                      | 30                                 | 3                                  | 33      |  |
|                                    |                                    |                                                    |                                    |                                    |         |  |
| Total de députés membre de groupes | Total de députés membre de groupes | Total de députés membre de groupes                 | Total de députés membre de groupes | Total de députés membre de groupes | 478     |  |
|                                    | Députés non-inscrits               | Députés non-inscrits                               | Députés non-inscrits               | Députés non-inscrits               | 9       |  |
|                                    |                                    |                                                    |                                    |                                    |         |  |
| Total des sièges pourvus           | Total des sièges pourvus           | Total des sièges pourvus                           | Total des sièges pourvus           | Total des sièges pourvus           | 487     |  |

(4) le Groupe socialiste se reconstitue en octobre 1969

### Analyse
La majorité présidentielle remporte très largement ces élections. Elle recueille 46 % des suffrages et dispose de 144 élus dès le 1er tour. Au second tour, elle obtient 354 sièges, dont 293 pour la seule UDR. C'est la première fois dans l'histoire de la République qu'un parti conquiert la majorité absolue à l'Assemblée nationale. Les Républicains indépendants doublent leur nombre d'élus avec 61 députés.
L'opposition enregistre un recul significatif. Le Parti communiste perd 39 députés et la FGDS 64.
Dans ces résultats, les Français semblent sanctionner le désordre lié à la crise de Mai 68.
Il y a 1,6 % de femmes députées, soit 8 pour 479 hommes, alors qu'elles constituent 3,3 % des candidats.